# Alexandre Penetra
Alexandre Manuel Penetra Correia (Viseu, 9 september 2001) is een Portugees voetballer die doorgaans speelt als centrale verdediger. In juli 2023 verruilde hij FC Famalicão voor AZ. 

## Clubcarrière
Penetra speelde in de jeugd van Os Pestinhas en CB Viseu, voor hij in 2013 in de opleiding van Benfica ging spelen. Zeven jaar later verliet hij die club en hij tekende daarop een contract bij FC Famalicão. De verdediger speelde nog een jaar in de jeugd alvorens hij aan het begin van het seizoen 2021/22 naar het eerste elftal van de club werd overgeheveld. Zijn debuut maakte Penetra op 15 augustus 2021, in eigen huis tegen FC Porto. Namens die club scoorde Toni Martínez tweemaal, waarna Riccieli de uitslag bepaalde op 1–2. Van coach Ivo Vieira mocht Penetra in de basisopstelling beginnen en na zesenzeventig minuten werd hij naar de kant gehaald ten faveure van André Ricardo. Op 5 november van datzelfde jaar kwam hij voor het eerst tot scoren. Mede door zijn doelpunt werd met 2–5 gewonnen op bezoek bij Boavista. Hij speelde in zijn eerste seizoen dertig competitieduels, allemaal als basisspeler. Het jaar erop eindigde hij op één gespeelde wedstrijd minder.
In juli 2023 werd hij voor ruim vier miljoen euro aangetrokken door AZ, waar hij de naar Bologna vertrokken Sam Beukema verving. Hij tekende voor vijf seizoenen in Alkmaar. Eerder in de transferperiode had AZ met Tiago Dantas al een andere Portugees aangetrokken. Met AZ plaatste hij zich voor de groepsfase van de UEFA Conference League. Na een 1–1 in eigen huis werd op bezoek bij SK Brann met 3–3 gelijkgespeeld, waardoor er strafschoppen genomen moesten worden. Penetra, die tijdens dit duel van coach Pascal Jansen mocht invallen voor Kenzo Goudmijn, benutte de beslissende penalty, waardoor AZ het tweeluik winnend afsloot. Tijdens zijn eerste seizoen vormde hij grotendeels een duo met Riechedly Bazoer of Bruno Martins Indi centraal achterin, het jaar erop vooral met Wouter Goes. Hij haalde in het seizoen 2024/25 met AZ de finale van de KNVB Beker, waarin Go Ahead Eagles na strafschoppen te sterk was.

## Clubstatistieken
| Seizoen | Club         | Competitie     | Competitie | Competitie | Beker | Beker | Internationaal | Internationaal | Nacompetitie | Nacompetitie | Totaal | Totaal |
| Seizoen | Club         | Competitie     | Wed.       | Dlp.       | Wed.  | Dlp.  | Wed.           | Dlp.           | Wed.         | Dlp.         | Wed.   | Dlp.   |
| ------- | ------------ | -------------- | ---------- | ---------- | ----- | ----- | -------------- | -------------- | ------------ | ------------ | ------ | ------ |
| 2021/22 | FC Famalicão | Primeira Liga  | 30         | 1          | 4     | 1     | —              | —              | —            | —            | 34     | 2      |
| 2022/23 | FC Famalicão | Primeira Liga  | 29         | 2          | 7     | 2     | —              | —              | —            | —            | 36     | 4      |
| 2023/24 | Jong AZ      | Eerste divisie | 1          | 0          | —     | —     | —              | —              | —            | —            | 1      | 0      |
| 2023/24 | AZ           | Eredivisie     | 25         | 0          | 3     | 0     | 7              | 0              | —            | —            | 35     | 0      |
| 2024/25 | AZ           | Eredivisie     | 31         | 0          | 3     | 0     | 11             | 0              | 2            | 1            | 47     | 1      |
| Totaal  | Totaal       | Totaal         | 116        | 3          | 17    | 3     | 18             | 0              | 2            | 1            | 155    | 7      |

Bijgewerkt op 12 juni 2025.

## Interlandcarrière
In november 2021 werd Penetra voor het eerst opgeroepen voor Portugal –21. Zijn debuut voor dat team maakte hij in maart 2022, tegen IJsland –21. In 2023 was hij met het jeugdteam actief op het EK –21. Portugal werd in de halve finales uitgeschakeld door Engeland –21. Penetra speelde alle vier wedstrijden van begin tot einde mee.